# グスタフ・クルップ

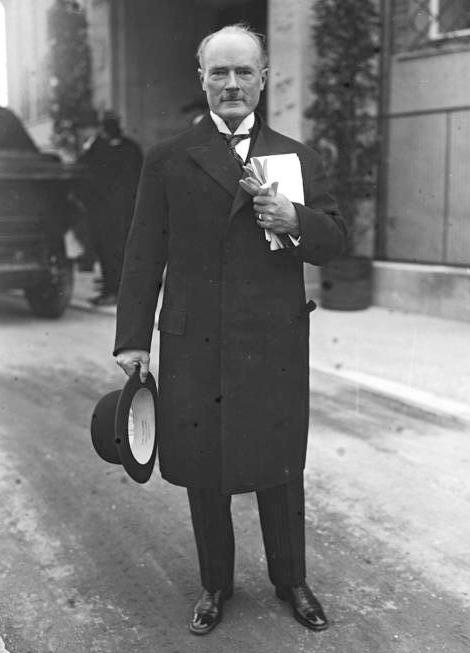
グスタフ・クルップ、1931年

グスタフ・クルップ・フォン・ボーレン・ウント・ハルバッハ（Gustav Krupp von Bohlen und Halbach、1870年8月7日 - 1950年1月16日）は、クルップ家の第4代当主でドイツ・エッセンの石炭・鉄鋼・兵器コングロマリット・クルップの会長を務めた。

## クルップ家入り
ハーグで働くドイツの外交官グスタフ・フォン・ボーレン・ウント・ハルバッハ（父もグスタフで同名）の息子として生まれる。彼もまた外交官となり、ワシントン・北京・バチカンで勤務した。
1906年10月にクルップ家の女子相続人ベルタ・クルップと結婚した。彼女の父でクルップを経営していたフリードリヒ・アルフレート・クルップは1902年、彼女が16歳の時に新聞に同性愛の醜聞を報じられて自殺した。この結果、クルップ社は妻マルガレーテと娘ベルタが共同で経営することとなった。フリードリヒ・アルフレート・クルップに男の子がいなかったことを心配したドイツ皇帝ヴィルヘルム2世は、優秀な外交官であるグスタフを彼女に紹介した。彼はグスタフ・クルップとなってクルップ家に入り、1909年、クルップ社取締役会議長になった。
第一次世界大戦開戦前夜、同社はドイツにおける重火器製造に関する事実上の独占権を持っていた。戦争初期には一時的に海外市場への販路を失ったが、その後のドイツ及び中央同盟国から武器需要の増加によって利益を得た。なお、当時の同社の代表的な製品のひとつに、ディッケ・ベルタ（英語では「ビッグバーサ」）と呼ばれた重榴弾砲があった。このベルタという呼称は、妻ベルタに由来するというのが通説となっている。

## 戦間期
第一次世界大戦後のヴェルサイユ体制はドイツにおける兵器製造を禁止し、クルップ社も大きな打撃を蒙った。そのような状況をしのぐため、同社は経営を多角化し、農業機材や車両その他の一般消費財を生産した。当時、クルップ社及びクルップ一族は戦争で得た利益のためにドイツ内外で広く批判されていた。しかし、ひそかにオランダ及びスウェーデンで子会社を通す形で大砲製造に取り組み続けた。その後、1930年代には再び外国の子会社を使い、戦車と潜水艦の製造をも再開した。
一方、グスタフ・クルップは、1921年から1933年にかけてプロイセン州政府の最高評議機関であるプロイセン州国務院のメンバーとなっていた。また、彼は1933年までナチスには反対の立場であった。ナチスは彼の支持を取り付けるため、政権獲得後にクルップ社の労働組合を強制的に解散させる、そしてドイツの再軍備で軍需が増えることにより、彼の会社が利益を得られるなどと説得した。結局彼はナチスの説得を受け入れ、ドイツ工業連合会会長及びナチスの政治資金調達組織の議長を務め、ナチスを助けることとなった。

## 第二次世界大戦
第二次世界大戦の間、クルップ社は軍艦・潜水艦・戦車・軍用トラック・重砲などを製造した。クルップ社が建造した80cm列車砲「シュベーレ・グスタフ」は会長であった彼の名に由来する。また、被占領国国民や強制収容所の収容者に強制労働をさせ、情け容赦なく彼らを扱ったとされる。 戦後のニュルンベルク裁判の審理によって、約70,000人の強制収容所犠牲者がクルップ社による酷使で死んだと推定されている。なお、クルップ社はアウシュヴィッツ強制収容所の近くでヒューズ工場を持っていた。
グスタフ・クルップは1939年頃から健康を害し、さらには1941年には脳卒中で体が部分的に麻痺するようになった。しかしながら1943年にクルップ社の経営を息子のアルフリート・クルップに正式に譲り渡すまで、彼は表看板であり続けた。ナチス政府はドイツの軍備にとって死活的なクルップ社を相続による売却や解体から守るため、1943年にクルップ法を制定し、グスタフ夫妻から息子への相続にあたり、税金を支払わなくても済むようにした。グスタフはチロルで静養生活に入った。

## 晩年
連合国の勝利後、1945年に開廷したニュルンベルク裁判において、グスタフ・クルップは一旦戦犯として起訴されたが、既に高齢で寝たきりだったことなどを主たる理由として打ち切られ、起訴が取り下げられた。ただし、息子のアルフリートを始めとしたクルップ経営陣に対しては、ニュルンベルク継続裁判の一つクルップ裁判で戦時中の活動を問われている。
その後は、1950年に静養先のオーストリアで死亡した。